# Mistrzostwa Polski w boksie kobiet
Mistrzostwa Polski w boksie kobiet – najważniejsza krajowa impreza dla zawodniczek zajmujących się boksem. Pierwsze mistrzostwa Polski w boksie amatorskim kobiet rozegrane zostały po raz pierwszy w 2001 roku. Mistrzostwa rozgrywane są corocznie, a organizatorem jest Polski Związek Bokserski (PZB).

## Edycje mistrzostw
| Lp. | Edycja | Miasto           |
| --- | ------ | ---------------- |
| 1.  | 2001   | Tarnów           |
| 2.  | 2002   | Zawiercie        |
| 3.  | 2003   | Grudziądz        |
| 4.  | 2004   | Grudziądz        |
| 5.  | 2005   | Grudziądz        |
| 6.  | 2006   | Dąbrowa Górnicza |
| 7.  | 2007   | Grudziądz        |
| 8.  | 2008   | Grudziądz        |
| 9.  | 2009   | Grudziądz        |
| 10. | 2010   | Grudziądz        |
| 11. | 2011   | Grudziądz        |
| 12. | 2012   | Grudziądz        |
| 13. | 2013   | Lublin           |
| 14. | 2014   | Grudziądz        |
| 15. | 2015   | Karlino          |

| Lp. | Edycja | Miasto    |
| --- | ------ | --------- |
| 16. | 2016   | Grudziądz |
| 17. | 2017   | Grudziądz |
| 18. | 2018   | Grudziądz |
| 19. | 2019   | Grudziądz |
| 20. | 2020   | Wałcz     |
| 21. | 2021   | Wałbrzych |
| 22. | 2022   | Zabrze    |
| 23. | 2023   | Toruń     |
| 24. | 2024   | Wałbrzych |